# 內斯 (阿克什胡斯郡)
內斯（挪威語：Nes）是挪威阿克什胡斯郡的市镇，为传统地区羅默里克的一部分，行政中心为奧內斯村。市镇面积为637平方公里，人口数量为21,513人（2017年）。
内斯教区在1838年1月1日成立为一个市镇。